# Жандов
Жандов (чеш. Žandov) град је у Чешкој Републици. Град се налази у управној јединици Либеречки крај, у оквиру којег припада округу Чешка Липа.

## Становништво
Према подацима о броју становника из 2014. године град је имао 1.986 становника.